# Australobolbus papuanus
Australobolbus papuanus är en skalbaggsart som beskrevs av Henry Fuller Howden 1989. Australobolbus papuanus ingår i släktet Australobolbus och familjen Bolboceratidae. Inga underarter finns listade.